# 卡里達
卡里達（西班牙語：Caridad），是洪都拉斯的城鎮，位於該國南部，由山谷省負責管轄，始建於1825年，面積57.6平方公里，海拔高度277米，2001年人口3,542，人口密度每平方公里61.49人。
13°50′N 87°41′W / 13.833°N 87.683°W